# Valleroy-le-Sec
Valleroy-le-Sec är en kommun i departementet Vosges i regionen Grand Est (tidigare regionen Lorraine) i nordöstra Frankrike. Kommunen ligger i kantonen Vittel som tillhör arrondissementet Neufchâteau. År 2022 hade Valleroy-le-Sec 186 invånare.

## Befolkningsutveckling
Antalet invånare i kommunen Valleroy-le-Sec
| Referens: INSEE |